# On Hearing the First Cuckoo in Spring
On Hearing the First Cuckoo in Spring (En sentir el primer cucut a la primavera) és un poema simfònic compost el 1912 per Frederick Delius. Juntament amb Summer Night on the River és una de les Two Pieces for Small Orchestra de Delius. Totes dues es van representar per primera vegada a Leipzig el 23 d'octubre de 1913, dirigides per Arthur Nikisch. A Hearing the First Cuckoo in Spring és la més llarga de les dues peces, amb un durada típica d'entre sis i set minuts. Hi ha hagut nombrosos enregistraments de la peça, que el campió de Delius, Sir Thomas Beecham, va descriure com la més coneguda de les obres del compositor.

## Origen i primera actuació
Durant els primers anys del segle xx, Frederick Delius era més conegut a l'Europa continental que a la seva Gran Bretanya natal. Va viure a França i va tenir la major part del seu èxit musical a Alemanya. Les seves composicions d'aquest període inclouen Songs of Sunset (1906–07), Brigg Fair (1907) i In a Summer Garden (1908). Va completar la primera de les seves Two Pieces for Small Orchestra - Summer Night on the River - el 1911, i va treballar en la segona, On Hearing the First Cuckoo in Spring durant 1912.
Les dues obres van ser presentades per primera vegada a Leipzig per l'⁣Orquestra Gewandhaus dirigida per Arthur Nikisch el 23 d'octubre de 1913. Tot i que va acabar segon, On Hearing the First Cuckoo in Spring s'anomena el primer dels dos, que van ser catalogats com "Stimmungsbilder" - "mood-pictures" - amb els títols "Beim ersten Kuckucksruf im Frühling" i "Sommernacht am Flusse". La primera actuació a la Gran Bretanya va ser presentada per la Royal Philharmonic Society en un concert al Queen's Hall el 20 de gener de 1914, dirigit per Willem Mengelberg.

## Publicació i arranjaments
La partitura està dedicada al compositor i benefactor musical Balfour Gardiner. Va ser publicada per primera vegada per Tischer & Jagenburg de Colònia el 1914. El 1930 l'Oxford University Press va publicar la partitura. El títol complet de la peça a la partitura publicada és On Hearing the First Cuckoo in Spring (Introducing a Norwegian Folk Song). El manuscrit es va perdre, però sobreviu un esborrany, conservat pel Museu Grainger, Melbourne.
Hi ha hagut nombrosos arranjaments de la peça. Gerard Bunk va arranjar una versió per a piano sol el 1914, Peter Warlock va fer una versió per a duo de piano el 1930, Eric Fenby la va arranjar per a orgue el 1934 i Rudolf Schmidt-Wunstorf va fer una versió per a dos pianos el 1952. També hi ha versions per a banda de vent (1969) i per a banda de metall (1976).

## Música
El temps de reproducció de la peça sol ser d'entre sis i set minuts, tot i que algunes actuacions enregistrades són més ràpides o més lentes. La peça s'obre en do major en 6/4 amb una seqüència lenta de tres compassos. El tema principal, marcat "Amb fàcil moviment fluid", és un intercanvi de crides de cucut, primer per oboè, després per cordes dividides. El segon tema està gravat per a primers violins i està extret d'una cançó popular noruega, "In Ola Valley", que va ser posada en coneixement de Delius pel compositor i arranjador de cançons populars Percy Grainger. El tema havia estat utilitzat anteriorment per Edvard Grieg a la 14a de les seves 19 cançons populars noruegues, Op. 66. Grainger va comparar els dos tractaments: ""La música de Grieg és concisa, immaculada, miniatural i dràstica... La de Delius té la riquesa opulenta d'una fruita gairebé madura en excés i el luxós declivi llarg d'una posta de sol." El clarinet torna amb les crides del cucut abans que la peça acabi en silenci.

## Recepció crítica
Sir Thomas Beecham, el campió britànic més destacat de Delius, va anomenar On Hearing the First Cuckoo in Spring "fàcilment el més conegut de tota la producció del nostre compositor". Beecham va dir d'aquesta peça i de l'acompanyant Summer Night on the River: "En les seves respectives maneres toquen la perfecció, encara que no puc estar d'acord amb el judici d'un comentarista que mostren els poders d'orquestració de Frederick en el seu millor moment. Després de tot, són miniatures i escrit principalment per a grups reduïts de músics".
Els comentaristes han discrepat sobre si l'escena pastoral és anglesa. En un estudi de 1973 , Lionel Carley va escriure que la música fa "una sensació instintiva que, allà on es pugui arrelar la inspiració, s'està evocant un entorn natural essencialment anglès". L'any 2004 Diana McVeagh va escriure sobre les miniatures de Delius: "Aquests idil·lis exquisits, malgrat l'ascendència alemanya i el domicili francès del seu compositor, encanten 'Anglaterra' per a la majoria dels oients". El 2018, Daniel Grimley va suggerir que "el 'lloc' de la música és realment Noruega/Alemanya tant com el camp anglès".
Christopher Palmer va seguir Grainger comparant el tractament del tema popular per part de Delius i Grieg:
| « | The First Cuckoo no és un assaig modest de frescor ingènua al més pur estil de les cançons populars; al contrari, és considerablement sofisticat. El tema de "Ola Valley" s'entrellaça amb un altre (no acreditat, però notablement evocador de la "Serenata de l'Estudiant" a Moods, Op. 73, de [Grieg]), que apareix al principi i en un breu element de recapitulació, i defineix la substància rítmica i l'atmosfera general de la peça. | » |

Palmer comenta que, a diferència de Grieg, Delius tracta la melodia amb molta llibertat, creant "una suau i persistent liquació de l'harmonia".

## Discografia
| Orquestra                          | Direcctor             | Any  |
| ---------------------------------- | --------------------- | ---- |
| London Philharmonic                | Sir Thomas Beecham    | 1927 |
| London Symphony                    | Geoffrey Toye         | 1928 |
| London Philharmonic                | Constant Lambert      | 1940 |
| National Symphony                  | Walter Goehr          | 1948 |
| Liverpool Philharmonic             | Sir Malcolm Sargent   | 1947 |
| London Symphony                    | Anthony Collins       | 1953 |
| Concert Arts                       | Felix Slatkin         | 1954 |
| Royal Philharmonic                 | Sir Thomas Beecham    | 1958 |
| Philadelphia                       | Eugene Ormandy        | 1962 |
| Hallé                              | Sir John Barbirolli   | 1969 |
| English Chamber                    | Daniel Barenboim      | 1973 |
| Orchestra da camera di Roma        | Nicolas Flagello      | 1977 |
| Bournemouth Sinfonietta            | Norman Del Mar        | 1977 |
| Academy of St Martin in the Fields | Neville Marriner      | 1979 |
| London Philharmonic                | Vernon Handley        | 1984 |
| English Sinfonia                   | Sir Charles Groves    | 1989 |
| London Symphony                    | Barry Wordsworth      | 1991 |
| Welsh National Opera               | Sir Charles Mackerras | 1992 |
| Royal Scottish National            | David Lloyd-Jones     | 2004 |
| Symphony Nova Scotia               | Georg Tintner         | 2004 |
| Hallé                              | Sir Mark Elder        | 2007 |
| Orchestra della Svizzera Italiana  | Howard Griffiths      | 2013 |
| San Francisco Symphony             | Michael Tilson Thomas | 2014 |
| Bergen Philharmonic Orchestra      | Sir Andrew Davis      | 2014 |